# Den-en-chōfu

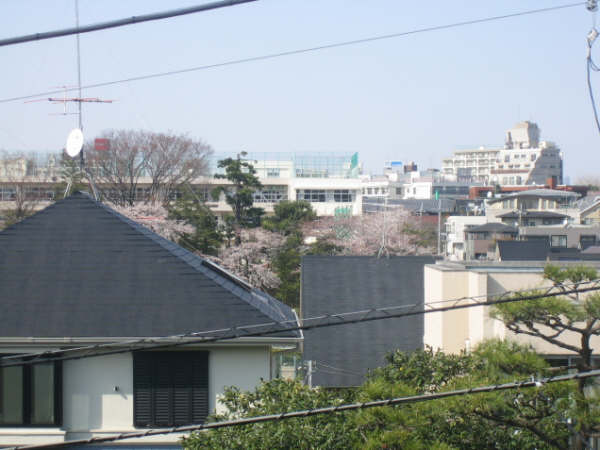
Den-en-chōfu

Den-en-chōfu (田園調布), Japans voor 'tuin van de stad Chōfu," is een district van Ota in zuidelijk Tokio. Het gebied ligt langs de rivier de Tama, de natuurlijke grens tussen Tokio en Kawasaki. Den-en-chōfu staat bekend om haar vele vrijstaande villa's en heeft gebouwen in diverse bouwstijlen, waaronder veel Japans neo-klassiek en Zwitsers. Het gebied is tevens een van de duurste woonplekken van Japan.

## Geschiedenis

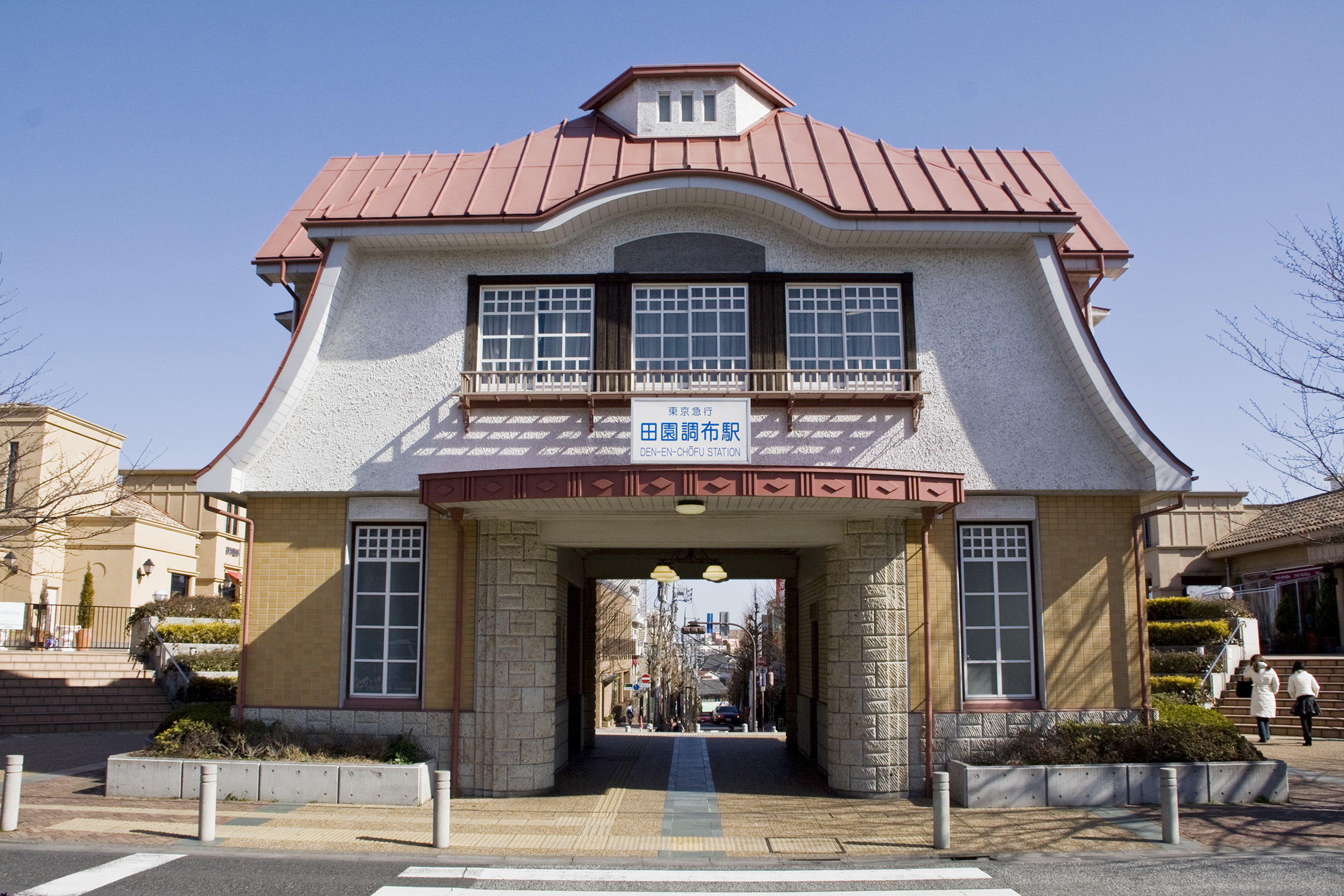
Station Den-en-chofu

Den-en-chōfu werd gebouwd op basis van het Garden City-model door de Britse stadsplanoloog Ebenezer Howard. Veel mensen uit Japanse elitekringen wonen in Den-en-chōfu. 
Hoewel het gebied op slechts 10 kilometer afstand ligt van centraal Tokio, zijn er vele parken en natuurgebieden. Om het karakteristieke dorpsgevoel te beschermen heeft Den-en-chōfu haar eigen wetten omtrent het bouwen van nieuwe gebouwen. De woningen zijn uitermate ruim in een stad waar grote huizen een schaarste zijn, en Den-en-chōfu wordt mede hierdoor vaak vergeleken met Beverly Hills in Los Angeles. De meest exclusieve wijk heet '3-chōme'. De vrijstaande villa's liggen hier gestrekt in een waaiervorm langs het station. 

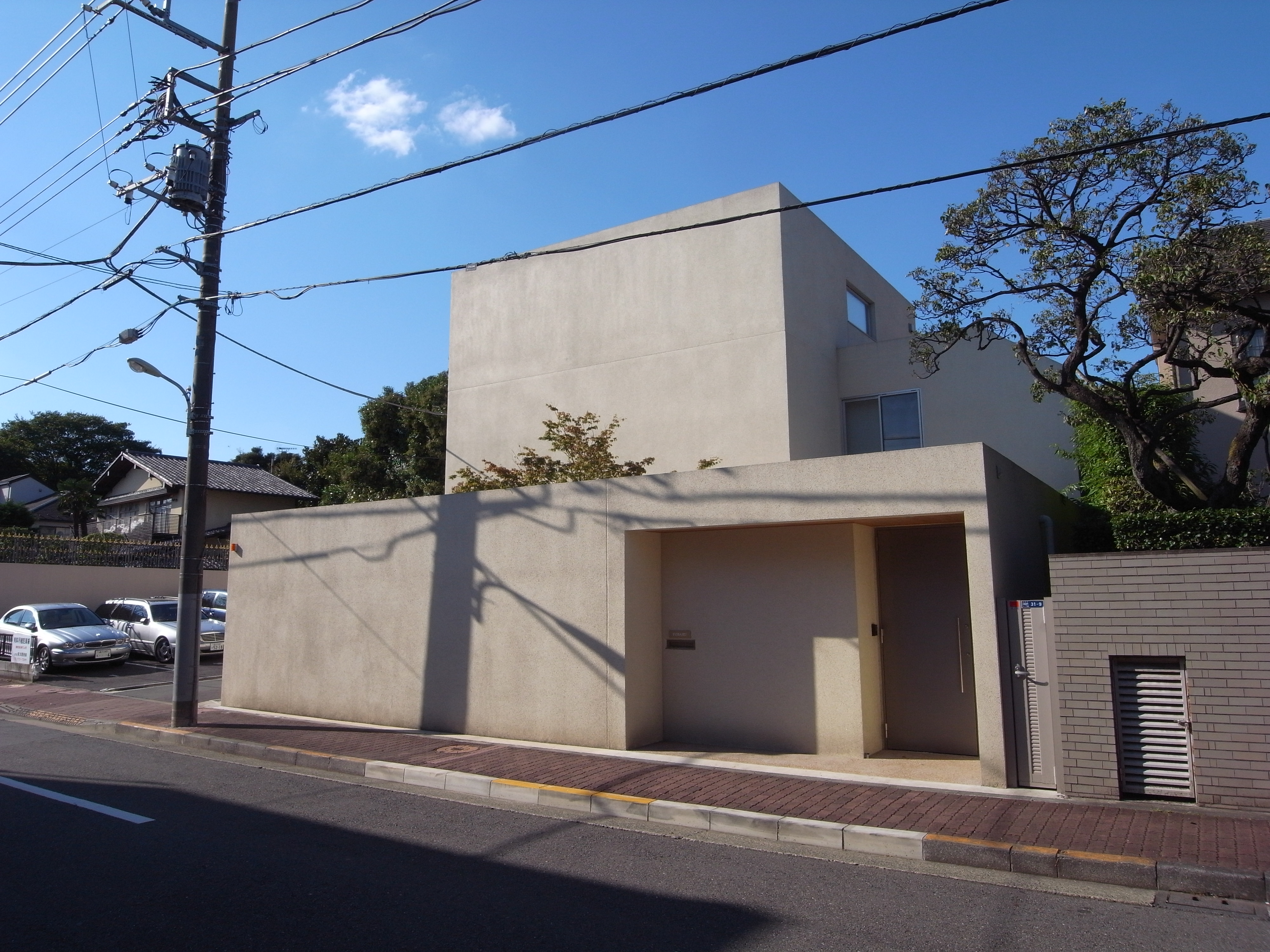
Woning in Den-en-chōfu

Ook wonen er relatief veel vermogende westerlingen in Den-en-chōfu. Er is een directe busverbinding van Den-en-chōfu naar de Duitse school in Yokohama, en de internationale scholen Seisen en St. Mary's zijn op loopafstand. 

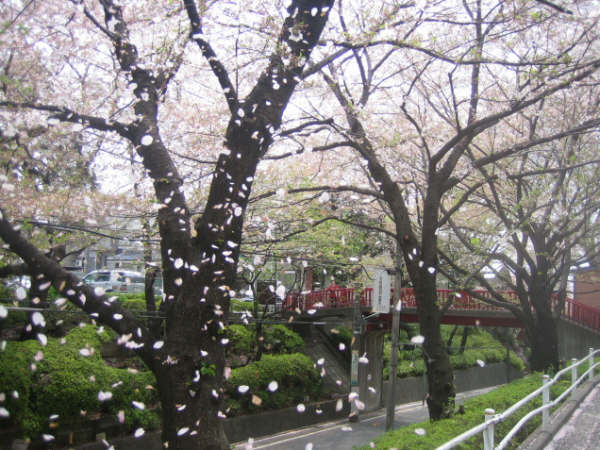
Sakurabloesems in Den-en-chōfu

## Bekende inwoners
Sommige bekende bewoners van Den-en-chōfu zijn:
- Ayumi Hamasaki, zangeres
- Yukio Hatoyama, voormalige premier
- Yoshinori Kobayashi, mangatekenaar
- Shintaro Ishihara, voormalig gouverneur van Tokio
- Hiroshi Itsuki, zanger
- Max Matsuura, platenmagnaat
- Shigeo Nagashima, sporter
- Kiichi Nakai, acteur
- Katsuya Nomura, sporter